# ناجية سومان
ناجية سومان (1881-1973) والتي كانت تعرف باسم ناجية هانم (Naciye Hanım) كانت أول امرأة مصورة محترفة تركية ومسلمة. عندما ألغيت الألقاب التركية لصالح أسماء عائلة، اختارت لقب سومان. بعد تعلم التصوير الفوتوغرافي في النمسا، فتحت استوديو في منزلها في عام 1919. كان أغلب زبائنها من النساء، وتخصصت في الصور الشخصية وصور الزفاف. لاحقا، أعطت دروسا في التصوير الفوتوغرافي في قصر السلطان.

## حياتها المبكرة
ولدت ناجية في 23 أبريل 1881 في أوسكوب في الدولة العثمانية، المعروفة الآن بسكوبيه في مقدونيا للرائد صالح باي. كانت تلقب لجزء من حياتها ب"هانم" (بمعنى «سيدة» أو «مدام»). في عام 1903، تزوجت من الكابتن إسماعيل حقي بك. كان لديها ثلاثة أطفال: نصرت سومان، الذي أصبح نحاتا، وابنتان هما فكرت وندرت. نتيجة الهجرة القسرية خلال حروب البلقان من 1912-1913، اضطرت العائلة إلى الهجرة إلى الأناضول. أثناء الهجرة، فقدت سومان طفلها الرابع بالقرب من الحدود المجرية. على الرغم من أن الأسرة استطاعت الوصول إلى اسطنبول، ساعدهم صديق موثوق به في الهروب من الصراع إلى فيينا. كان التصوير في ذلك الحين شيئا جديدا، فدرست سومان لتعلم تلك المهارة. في السنة التالية، أي 1914، استدعي زوجها للعودة إلى تركيا، وانتقلت الأسرة التي شملت سومان وزوجها وأطفالها الثلاث ووالدته وجدة وثلاثة من الخدم، إلى قصر سعيد باشا في حي يلدز في منطقة بشيكطاش في إسطنبول. جلبت معها معدات التصوير وأقامت استوديو صغير في منطقة الغسيل من السطح.

## حياتها المهنية
خلال الحرب العالمية الأولى، أرسل زوج سومان إلى الجبهة وبقيت هي في المنزل لرعاية الأسرة. تلت الحرب العالمية حرب الاستقلال التركية وكانت الأوقات عصيبة. في عام 1919، عندما اضطرت لبيع ما توفر لدى الأسرة من الفضة، وجدت حلا آخرا. علقت سومان لافتة على واجهة القصر تقول "Türk Hanımlar Fotoğrafhanesi-Naciye" (امرأة تركية مصورة- ناجية) وبدأت العمل كأول امرأة مسلمة تحترف التصوير في تركيا. في تلك الفترة، كانت النساء محجبات ولم يكنّ يعملن، وخاصة بنات الباشا منهن، إلا أنه أصبح لناجيا زبائنا من اليوم الأول. رغبت العديد من النساء، اللواتي كان رجالهن يقاتلون على الجبهة في إرفاق صور مع الرسائل. في عام 1921، تركت القصر وانتقلت إلى شقة صغيرة ونقلت الاستوديو إلى مكان منفصل. وردت مصلحة ناجية في ذلك العام في Kadınlar Dünyası (عالم المرأة)، المجلة الرائدة للمرأة آنذاك. بالإضافة إلى التقاط صور زفاف، حاضرت في قصر السلطان رشاد حول التصوير الفوتوغرافي. عند انتهاء الحرب، تركت سومان زوجها وأبقت على مصلحة التصوير حتى عام 1930. في ذلك العام، ولدت ابنتها طفلا، فأغلقت سومان المحل وانتقلت إلى أنقرة. في عام 1934، عندما مرر النظام التركي قانون الألقاب، الذي سمح للمواطنين اعتماد أسماء العائلة بدلا من استخدام الألقاب، اتخذت ناجية لقب «سومان».
توفيت سومان توفي في 23 يوليو 1973 في أنقرة، تركيا. كان يعتقد أن كل صورها كانت مفقودة، إلا أن الجامع والكاتب غولديرن بولوك استطاع توثيق بطاقات بريدية تحمل ختم الاستوديو، والحفاظ على ستة منها.